# 2199 Kleť
2199 Kleť هو كويكب، يقع ضمن حزام الكويكبات. اكتشف في 6 يونيو 1978.

## روابط خارجية
- 2199 Kleť في قاعدة بيانات مختبر الدفع النفاث لأجرام النظام الشمسي الصغيرة

- الاكتشاف · مخطط المدار ·  العناصر المدارية · المعلمات المادية

- 2199 Kleť على موقع ويكي سكاي: DSS2, SDSS, GALEX, IRAS, Hydrogen α, X-Ray, Astrophoto, Sky Map, Articles and images